# François Villiers
Pour les articles homonymes, voir Villiers.
François Villiers est un réalisateur et scénariste français, né le 2 mars 1920 à Paris 10e et mort le 29 janvier 2009 à Boulogne-Billancourt.
Il est notamment le frère de l'acteur Jean-Pierre Aumont, et l'oncle de l'actrice Tina Aumont.

## Biographie

### Origines
François Villiers naît le 2 mars 1920 au 103 rue La Fayette dans le 10e arrondissement de Paris sous le nom d'état civil de François Émile Salomons, d'Alexandre Abraham Salomons, 38 ans, industriel — un Juif hollandais administrateur de sociétés, proche collaborateur de Raphaël-Edouard Worms —, et de son épouse, l'actrice française Suzanne Cahen, 34 ans,,.
Il est le frère du comédien Jean-Pierre Aumont. Il est également de la famille du philosophe Henri Berr[réf. nécessaire], de l'homme de lettres Émile Berr[source insuffisante], et du comédien Georges Berr[précision nécessaire], sociétaire de la Comédie-Française.

### Carrière
Dès son premier long métrage en 1949, Hans le marin, François Villiers fait tourner son frère Jean-Pierre Aumont, aux côtés de l’épouse de ce dernier, María Montez.
Il signe ensuite une douzaine de films jusqu'à Manika, une vie plus tard, en 1989 qui obtient le prix du public à Cannes.
L'Eau vive (1958), d’après Jean Giono et avec Pascale Audret, a reçu le Golden Globe du meilleur film étranger à Hollywood.
Il tourne ensuite La Verte Moisson avec Jacques Perrin et Claude Brasseur, Pierrot la tendresse avec Michel Simon, Jusqu'au bout du monde avec Pierre Mondy, grand prix du cinéma français en 1962, Le Puits aux trois vérités et Constance aux enfers avec Michèle Morgan.
Au milieu des années 1960, François Villiers se tourne vers la télévision, mettant en images les séries Les Chevaliers du ciel (1967-1970), Jean-Christophe (1978) d’après Romain Rolland, Les Chevaux du soleil (1980) d’après Jules Roy ou Quelques hommes de bonne volonté (1983) adapté de Jules Romains par Marcel Jullian.
Il a aussi participé à l’écriture de ses films.

### Vie privée
Le 2 juillet 1949, François Villiers a épousé Jeannine Rikh.
Il a eu cinq enfants dont Mara Villiers,, Aruna Villiers, et Patty Villiers, toutes trois réalisatrices.

### Mort
François Villiers meurt le 29 janvier 2009 à Boulogne-Billancourt.

## Filmographie

### Cinéma

#### Assistant réalisateur
- 1940 : Ils étaient cinq permissionnaires de Pierre Caron
- 1949 : L'Atlantide (Siren of Atlantis) de Gregg Tallas (conseiller technique non crédité)

#### Réalisateur
- 1943 : Croix de Lorraine en Italie, documentaire (aussi opérateur et monteur, archives militaires)
- 1946 : Autour de Brazzaville, documentaire (aussi opérateur et monteur)
- 1946 : L'île des saints, documentaire
- 1947 : Hollywood sans stars, documentaire
- 1947 : Hollywood-sur-Seine, documentaire
- 1948 : Autels des dieux, documentaire
- 1948 : La Grèce, problème mondial, documentaire
- 1948 : Amitiés Noires, court métrage
- 1949 : Hans le marin
- 1949 : L'Amitié noire avec Germaine Krull (coréalisation)
- 1951 : Le Plus Grand Chantier d'Europe, documentaire
- 1952 : Des maisons et des hommes, documentaire
- 1953 : Londres-sur-Seine, documentaire
- 1954 : Barrage de Donzère-Mondragon, documentaire
- 1954 : Ils étaient tous des volontaires, documentaire
- 1955 : Deux bobines et un fil, court métrage
- 1955 : Kalla, court métrage
- 1958 : Le Foulard de Smyrne
- 1958 : L'Eau vive
- 1958 : Le Foulard de Smyrne, documentaire, avec la voix de Jean Giono comme récitant
- 1958 : La Duchesse, avec la voix de Jean Giono comme récitant
- 1959 : La Duchesse
- 1959 : La Verte Moisson
- 1960 : Pierrot la tendresse
- 1961 : Le Puits aux trois vérités
- 1961 : Le lac, documentaire
- 1962 : Fumée, histoire et fantaisie (court métrage)
- 1963 : Constance aux enfers
- 1963 : Jusqu'au bout du monde
- 1964 : L'Autre femme
- 1966 : L'Affaire du camion 578, court métrage (scénario de Remo Forlani)
- 1989 : Manika, une vie plus tard

#### Scénariste de ses films
- 1949 : Hans le marin
- 1959 : La Duchesse, court métrage
- 1961 : Le Puits aux trois vérités (co-scénariste avec Michèle Morgan)
- 1963 : Jusqu'au bout du monde
- 1964 : L'Autre femme
- 1989 : Manika, une vie plus tard

### Télévision

#### Acteur
- 1993 : L'Éternel mari : Serge Pogoretz

#### Réalisateur
- 1966 : Un beau dimanche
- 1967-1970 : Les Chevaliers du ciel (série)
- 1969 : Les Enquêtes du commissaire Maigret, épisode La Nuit du carrefour
- 1970 : La pomme de son  œil
- 1971 : Le Miroir 2000 (feuilleton)
- 1972 : Les Enquêtes du commissaire Maigret, épisode Maigret se fâche
- 1973 : Les Aventures du capitaine Lückner (feuilleton)
- 1973 : Les Enquêtes du commissaire Maigret, épisode Mon ami Maigret
- 1974 : Le soleil se lève à l'est (mini-série)
- 1975 : L'Idiote
- 1977 : C'est arrivé à Paris[10]
- 1978 : Jean-Christophe
- 1980 : Les Chevaux du soleil (série)
- 1983 : Quelques hommes de bonne volonté (mini-série)

#### Scénariste
- 1966 : Un beau dimanche
- 1967 : Les Chevaliers du ciel
- 1978 : Jean-Christophe
- 1983 : Quelques hommes de bonne volonté

## Distinctions
- 1958 : Golden Globe du meilleur film étranger pour son film L'Eau vive
- 1962 : grand prix du cinéma français, pour son film Jusqu'au bout du monde
- 1989 : prix du public à Cannes, pour son film Manika, une vie plus tard
- 1999 : Palme d'or au Festival international de cinéma de Fort Lauderdale

## Décoration
- Chevalier de la Légion d'honneur